# Bill Moss
Bill Moss,  britanski dirkač Formule 1, * 4. september 1933, Luton, Bedfordshire, Anglija, Združeno kraljestvo, † 13. januar 2010, Woodsford, Dorset, Anglija.
Moss je v svoji karieri je nastopil na domači dirki za Veliko nagrado Velike Britanije v sezoni 1959, kjer se mu z dirkalnikom Formule 2 Cooper T51 privatnega moštva United Racing Stable ni uspelo kvalificirati na dirko.

## Popolni rezultati Formule 1
(legenda) (odebeljene dirke pomenijo najboljši štartni položaj, poševne pa najhitrejši krog, †-uvrščen kljub odstopu)
| Leto | Moštvo               | Šasija          | Motor             | 1   | 2   | 3   | 4   | 5      | 6   | 7   | 8   | 9   | Prv | Toč |
| ---- | -------------------- | --------------- | ----------------- | --- | --- | --- | --- | ------ | --- | --- | --- | --- | --- | --- |
| 1959 | United Racing Stable | Cooper T51 (F2) | Climax Straight-4 | MON | 500 | NIZ | FRA | VB DNQ | NEM | POR | ITA | ZDA | -   | 0   |